# Philip Tschentscher
Philip Tschentscher (* 1981 in Hessen) ist ein deutscher Neonazi-Aktivist. In der rechten Szene ist er außerdem als Liedermacher unter dem Pseudonym Reichstrunkenbold bekannt.

## Leben
Philip Tschentscher wuchs in der hessischen Kleinstadt Hofgeismar in der Nähe von Kassel auf und war bereits in seiner Jugend als Neonazi aktiv. Überliefert ist ein Vorfall aus seiner Schulzeit: An einem 20. April, dem Geburtstag Adolf Hitlers, der in der neonazistischen Szene gefeiert wird, kam er mit Hitlerfrisur und Oberlippenbart zur Schule und rief entsprechende Parolen.
Nach der Schule zog er nach Erfurt, um an der dortigen Universität zu studieren. Zu dieser Zeit gehörte er der Kameradschaft Freiheitskämpfer an und unterhielt Kontakte zu Manfred Roeder, für den er 2006 seine „Rundbriefe“ organisierte, als dieser in Haft saß. Daneben hielt er Vorträge zum Nationalsozialismus, Heimatschutz und germanischem Brauchtum. Zudem veranstaltete er Rechtsrock-Konzerte.
Anschließend zog er nach Görschen in Sachsen-Anhalt, wo er mit zwei weiteren Neonazis einen Dreiseithof bewohnte. 2009 und 2010 produzierte Tschentscher zwei CDs unter dem Namen Reichstrunkenbold, ein Pseudonym, das er von Robert Ley, dem Reichsleiter der NSDAP, entlehnte. Dieser erhielt den Spitznamen wegen seiner schweren Alkoholsucht. Tschentscher tritt unter diesem Namen auf Neonazi-Veranstaltungen auf. Seine Lieder sind antisemitisch, rassistisch und verherrlichen den Nationalsozialismus. So coverte er unter anderem ein Lied der Band Kommando Freisler, in dem es heißt „In Auschwitz weiß ein jedes Kind, dass Juden nur zum Heizen sind. Fiedirallala, fiedirallala, fiedirallalallala. In Buchenwald, in Buchenwald, da wird kein Jude richtig alt. Fiedirallala, fiedirallala, fiedirallalallala.“ auf dem CD-Cover des Albums Viel Asche um nichts ist ein Bild eines Verbrennungsofens eines NS-Vernichtungslagers abgebildet.
Tschentscher bestreitet seinen Lebensunterhalt mit dem Verkauf von NS-Devotionalien, die er in Deutschland und Österreich per Transporter anbietet. International bekannt wurde Tschentscher während des Verfahrens um die österreichische rechtsextreme Organisation Objekt 21. Tschentscher hatte den 2011 verbotenen Kulturverein mit NS-Memorabilia und verbotenen Waffen versorgt und war außerdem bei einem Liederabend aufgetreten, bei dem er  „Lieder  mit  antisemitischen  und  rassistischen  Texten  sowie  historisches  NS-Liedgut vorgetragen“ hatte. Er wurde am 16. Januar 2014 wegen eines Verstoßes gegen das österreichische Verfassungsgesetz über das Verbot der NSDAP zu einer Haftstrafe von drei Jahren verurteilt. Er wurde 2015 vorzeitig aus der Haft entlassen und soll sich nun wieder in Hessen aufhalten. Trotz seiner Ankündigung nach seiner Haft ein unpolitisches Leben führen zu wollen, trat er danach mehrfach bei Neonaziveranstaltungen auf.
Am 18. April 2016 sagte Philip Tschentscher vor dem NSU-Untersuchungsausschuss aus. Dort sagte er aus, seine Musik würde nicht seine politische Meinung widerspiegeln, sondern diene nur der Unterhaltung. Seine politische Meinung bezeichnete er als „national-patriotisch“.

## Diskografie
- 2009: Viel Asche um nichts (Eigenproduktion)
- 2010: Der Untergrund stirbt nie (Eigenproduktion)
- 2019: Wir halten zusammen (Eigenproduktion)